# オスジクロハギ
オスジクロハギ （尾筋黒剥学名：Acanthurus blochii、英名：Ringtail surgeonfish）は、ニザダイ科に属する魚。

## 分布
台湾、太平洋、インド洋に広く分布する。日本では小笠原諸島、琉球列島などに生息する。

## 生態
体長は20cm程度。体色は褐色で、尾びれに白いラインがある。クロハギ、ニセカンランハギと似ているが、胸びれの色で区別できる。水深2m～15mのサンゴ礁や岩礁などに棲み、藻類などを食べる。

## 利用
食用として利用され、沖縄県では煮物にして食べられる。